# Чэнь Дусю
Чэнь Дусю́ (кит. трад. 陳獨秀, упр. 陈独秀, пиньинь Chén Dúxiù; настоящее имя Цинту́н (кит. 慶同, пиньинь Qìngtóng); 9 октября 1879 — 27 мая 1942) — китайский революционер и политик, философ, один из основателей и первый генеральный секретарь Коммунистической партии Китая.
Один из лидеров Синьхайской революции и «Движения 4 мая». Зачинатель и идейный вдохновитель «Движения за новую культуру». Основатель журнала «Синь циннянь» (Новая молодёжь). В результате внутрипартийной борьбы и конфликта с Мао Цзэдуном в 1927 году был смещён со всех партийных постов, а затем исключён из КПК.

## Ранние годы
Чэнь Дусю родился 9 октября 1879 года в уезде Хуайнин (ныне г. Анцин) провинции Аньхой в состоятельной семье чиновников самым младшим из четырёх детей. Его отец — Чэнь Яньчжун умер от чумы, когда Чэню было два года от роду. Таким образом его воспитывал сначала дед, а затем старший брат. Чэнь получил традиционное домашнее конфуцианское образование. Знание конфуцианской литературы и философских работ было в императорском Китае одним из основных условий для поступления на государственную службу. Чэнь был очень старательным и одарённым учеником.
В 1896 году в возрасте 17 лет Чэнь сдал государственный экзамен кэцзюй и получил первую степень сюцая. На следующий год он направляется в Нанкин для сдачи экзамена на вторую степень цзюйжэня, но проваливает его.

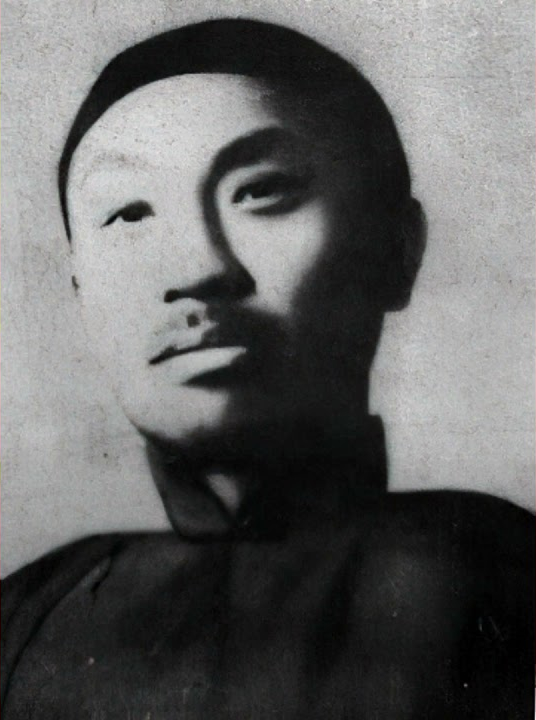
Молодой Чэнь

В 1897 году поступает в Академию Цюши (в настоящее время Чжэцзянский университет) в Ханчжоу, изучает французский язык и судостроение. В этом же году женился на Гао Сяолань. В 1900 году переезжает в Шанхай, а в 1901 году отправляется продолжать образование в Японию. В Японии Чэнь знакомится с идеями социализма и примыкает к растущему антиманьчжурскому движению.
В 1902 году Чэнь возвращается в Китай и обосновывается в Нанкине. Здесь он содействует созданию двух радикальных политических партий, но отказывается примкнуть к Суню Ятсену и его Революционному альянсу («Тунмэнхой»), так как не разделял националистические взгляды многих его членов. Уже в сентябре того же года Чэнь возвращается в Японию для продолжения обучения, однако в марте 1903 года высылается обратно на родину. Начиная с этого времени Чэнь Дусю активно участвует в деятельности революционных организаций в Шанхае и провинции Аньхой.
В Аньцине в мае 1903 года основывает антиманьчжурское общество «Аньхойский патриотический союз» (кит.: 安徽爱国会, пиньинь: Ānhuī àiguó huì). Из-за нарастающего давления со стороны властей Чэнь бежит в Шанхай.
В Шанхае совместно с Чжаном Шичжао, Се Сяоши, Чжаном Цзи начинает выпускать революционную газету «Гоминьжи жибао» (рус. Национальный ежедневник). Газета выпускалась с июня по октябрь 1903 года. После запрета газеты Чэнь возвращается в Аньцин.
31 марта 1904 года под редакцией Чэня выходит первый выпуск газеты «Аньхой сухуабао» (рус. Аньхойские вести). Менее чем за шесть месяцев тираж газеты увеличился с 1000 экземпляров до 3000. Газета приобретала популярность в народе. За период 1904—1905 годов газета выходила 23 раза, каждый выпуск газеты в общей сложности состоял из 40 газетных страниц. Газета включала до 16 рубрик, в том числе военную рубрику, рубрику о медицине, философии, астрономии и т. д. Чэнь также публиковал в газете свои собственные статьи под псевдонимом Сань Ай, затрагивающие острые темы политической и общественной жизни страны того периода. Спустя какое-то время из-за давления со стороны властей газета была вынуждена прекратить своё издание.
Осенью 1905 года Чэнь начинает преподавать в одной из школ г. Уху провинции Аньхой. Там же создаёт тайную антиманьчжурскую организацию под названием «Общество Юэванхой» (кит.: 岳王会, пиньинь: Yuè wáng huì) и сам становится его руководителем.
Весной 1907 года Чэнь вновь отправляется в Японию, поступает в Университет Васэда, где изучает английский и французский языки, проникается западноевропейской культурой. Через год он возвращается на родину и работает преподавателем в военной школе г. Ханчжоу, где даёт уроки родного языка и истории. Здесь его и застаёт известие о начале Синьхайской революции.

## После Синьхайской революции
После Синьхайской революции 1911 года работал в провинциальном правительстве. Его приглашают на должность секретаря нового военного правительства провинции Аньхой, а также предлагают возглавить Аньхойскую высшую школу. В 1913 году принимает участие во «второй революции» против Юань Шикая. Чэнь подвергается аресту в Уху, но спустя короткое время освобождается из под ареста.
Весной 1914 года на некоторое время уезжает в Японию, чтобы помочь Чжан Шичжао в подготовке к выпуску журнала «Цзяинь» (кит. 甲寅). Здесь впервые под псевдонимом Дусю публикуется статья Чэня под названием «Патриотизм и самосознание», в которой определяется роль народа в строительстве государства. Автор взывает к национальной гордости народа, призывает бороться за свои права и добиваться общего для народа счастья. В статье проводится философская линия о взаимозависимости самосознания народа и патриотизма. Статья была направлена против Юань Шикая, так как по мнению автора тот пытается подавить самосознание китайского народа.

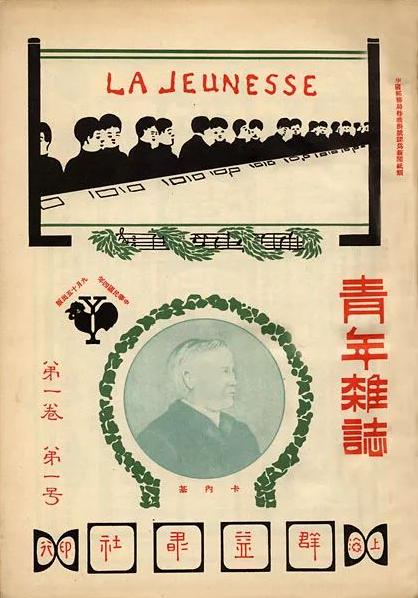
Обложка первого выпуска журнала «Юность» (1915 год)

В 1915 году Чэнь начал издавать в Шанхае ежемесячный журнал «Циннянь» (рус. Юность), позднее переименованный в «Синь циннянь» (рус. Новая молодёжь), выходивший до 1926 года. Журнал сразу приобрёл популярность и стал одним из самых распространяемых изданий в стране. Журнал часто критиковал консервативную китайскую мораль и поощрял индивидуализм. В нём появлялись статьи весьма критически определяющие конфуцианство, а также призывающие повсеместно внедрять в умы людей западные моральные ценности, западную модель демократии. Чэнь также использовал журнал для популяризации использования в печати и литературе разговорного китайского языка байхуа.
В 1917 году Чэнь занял пост декана филологического факультета в Пекинском университете, где также преподавал литературу. Вместе с ним в Пекин переехала и редакция журнала «Синь циннянь». В Пекине Чэнь знакомится с Ли Дачжао и членами его марксистского кружка. В результате знакомства с идеями Ли Дачжао Чэнь решает выпустить специальный номер журнала под редакцией самого Ли Дачжао, посвящённый марксизму. Этот номер явился первой попыткой детального анализа идей марксизма в Китае. Благодаря популярности журнала с марксистскими идеями ознакомился широкий круг читателей. Решение Чэня о выпуске данного номера и дальнейшая его роль в организации «Движения 4 мая» вынудили руководство университета отправить его в отставку с должности декана факультета. После увольнения из университета Чэнь был арестован и на 83 дня заключён в тюрьму за распространение литературы, расцениваемой пекинскими властями как бунтарская и призывающая к общественному неповиновению. После освобождения Чэнь переезжает из Пекина в Шанхай, где изучает марксизм и приходит к мнению о необходимости смены общественного строя, существовавшего в то время в Китае.

## Основание КПК
Летом 1920 года Чэнь основывает в Шанхае марксистский кружок. В 1921 году на волне подъёма национально-революционного движения и распространения идей марксизма-ленинизма в Китае, вызванного влиянием Октябрьской революции была основана Коммунистическая партия Китая и состоялся её I съезд, на котором Чэнь был избран секретарем Центрального бюро. В состав бюро также были избраны Чжан Готао и Ли Да. Организационную помощь в проведении съезда оказывал заведующий дальневосточным сектором восточного отдела Исполкома Коминтерна Григорий Войтинский, который посещал Китай в 1920-1921 годах. На съезде присутствовало всего 13 делегатов, представляющих различные марксистские кружки, образовавшиеся к тому времени в стране. Съезд назвал установление диктатуры пролетариата непосредственной задачей пролетариата и провозгласил построение в Китае социализма конечной целью. Съезд также признал руководящую роль Коминтерна как флагмана мирового коммунистического движения и принял решение о более тесной кооперации с организацией.
В 1922 году общее количество членов КПК не превышало 200 человек. Чэнь Дусю оставался бессменным лидером партии до 1927 года.
Вскоре после основания КПК Чэнь получил приглашение от повстанческого правительства провинции Гуандун возглавить провинциальный совет образования. Но предложение потеряло актуальность после установления в провинции власти Гоминьдана. Позднее в 1922 году по указанию Коминтерна в качестве секретаря Центрального бюро КПК Чэнь участвовал в создании антимилитаристского союза КПК и Гоминьдана, хотя он мало верил в полезность такого союза. В 1924 году Чэнь был избран членом образованного Центрального комитета КПК, а в 1925 году становится его генеральным секретарём.

## Отставка
В 1927 году Чэнь Дусю начал переговоры с правительством Ван Цзинвэя в Ухане, убеждая последнего в возможности использования некоторых предложений КПК в политике правительства. 21 марта войска Национально-революционной армии (НРА) в результате Северного похода занимают Лунхуа и подходят к Шанхаю. В Шанхае коммунисты организовывают антимилитаристские и антииностранные митинги и забастовки, которые быстро перерастают в вооружённые столкновения с властями милитариста Сунь Чуаньфана. В результате вооружённого восстания 22 марта Шанхай был освобождён, было создано возглавленное коммунистами временное городское правительство, признавшее власть Уханьского правительства. На следующий день в Шанхай вошли войска НРА под командованием Бай Чунси.
23 марта другая группировка войск НРА во главе с Чан Кайши заняла Нанкин. Во время боёв в городе произошли инциденты, пострадали несколько иностранцев. 24 марта военные корабли Англии и США подвергли массированной бомбардировке занятый НРА Нанкин. В порту сконцентрировались военные корабли и других держав. 11 апреля Англия, США, Япония, Франция и Италия направили в ставку Чан Кайши и Уханьскому правительству совместный ультиматум, требуя наказать виновных в инцидентах, происшедших при занятии Нанкина, принести извинения, уплатить весьма высокую компенсацию и запретить антииностранные действия на подвластных им территориях. Создалась угроза военной интервенции держав.
Демарш держав был воспринят Чан Кайши как сигнал к обузданию коммунистов. 12 апреля 1927 года по приказу Чан Кайши в Шанхае были осуществлены антикоммунистические акции, в результате которых тысячи коммунистов подверглись аресту и были убиты. 18 апреля Чан Кайши создал в Нанкине возглавленное им правительство. Таким образом произошёл разрыв союза КПК и Гоминьдана, начались преследования коммунистов по всей стране. После падения 15 июля 1927 года Уханьского правительства коммунисты были вынуждены окончательно уйти в подполье. В неудачах коммунистов обвинили Чэнь Дусю.
В этих условиях Коминтерном было принято решение о реорганизации ЦК КПК. В состав ЦК были введены Чжан Готао, Чжан Тайлэй, Ли Вэйхань, Ли Лисань, Чжоу Эньлай. Членство Чэнь Дусю в ЦК было приостановлено. 7 августа 1927 года в Ханькоу состоялась организованная Коминтерном конференция КПК, на которую не был приглашён Чэнь. Чэнь направил письмо участникам конференции с просьбой об отставке с поста генерального секретаря партии. Участники конференции обрушились с критикой на Чэня, обвиняли его в уступках Гоминьдану, нерешительности, неумении принимать решения в опасных ситуациях и после недолгих дебатов отправили Чэня в отставку.

## После отставки
Чэнь и его сторонники создали осенью 1929 года партийную фракцию и заявили, что КПК не должна подчиняться Коминтерну, и потребовали прекратить травлю Чэнь Дусю. В конце 1929 года после нескольких предупреждений Чэнь и члены его фракции были исключены из КПК.
В декабре 1929 года Чэнь Дусю направил открытое письмо китайским коммунистам, где указал на принципиальные ошибки, допущенные Коминтерном в отношении Китая, а в начале 1930 года организовал оппозиционную группу коммунистов, примыкавшую к «левой оппозиции» Троцкого. В мае 1931 года различные троцкистские группы Китая провели объединительную конференцию, на которой Чэнь Дусю был избран руководителем единой партии, насчитывавшей 483 члена. Но созданная партия в связи с «пестротой» её членов и арестом Чэня быстро распалась.

## Последние годы жизни
В 1932 году Чэнь был арестован правительством националистов и провёл пять лет в тюрьме. Чэнь был одним из немногих ранних лидеров КПК, который пережил потрясения 1930-х годов, но он так и не смог вернуть себе влияние внутри партии, которую основал. В последние годы жизни Чэнь ушёл в безвестность. Позже Чэнь Дусю стал сторонником либертарного социализма и отказался от контактов как с националистами, так и с коммунистами. Все его старые соратники и первые лидеры КПК были либо убиты или впали в немилость нового поколения руководителей КПК во главе с Мао Цзэдуном.
Чэнь был освобождён из тюрьмы в 1937 году после начала войны с Японией. К этому времени компартия была вытеснена из центральных районов Китая и передислоцировалась в особый район Яньань. После освобождения Чэнь много путешествовал по стране, пока летом 1938 года не обосновался в Чунцине. В Чунцине Чэнь устроился учителем в одну из городских школ. Из-за проблем со здоровьем уехал в небольшой городок Цзянцзинь в провинции Сычуань, где провёл остаток жизни за изучением философии и древнекитайской филологии.
Умер 27 мая 1942 года на 63-м году жизни. Похоронен на своей малой родине в Аньцине.

## Наследие
После образования КНР в 1949 году политическая судьба Чэнь Дусю использовалась партией как предостережение для её членов от уклонения от консервативной линии КПК. В период кампании «Пусть расцветают сто цветов, пусть соперничают сто школ» особенной критике подверглись переговоры Чэня с Уханьским правительством Ван Цзинвэя, как пример остракизма партийцев. После смерти Мао Цзэдуна роль Чэня в партии продолжала оцениваться в негативном ключе. При нынешнем руководстве партии происходит переоценка деятельности Чэня Дусю и наблюдается позитивная оценка в высказываниях членов партии.

## Семья
Чэнь был женат три раза.
- Первая жена — Гао Сяолань (Гао Дачжун) (1876—1930), родом тоже из провинции Аньхой. От неё у Чэня три сына и дочь. Умерла в Аньцине.
- Вторая жена — Гао Цзюньмань (1888—1931), сводная сестра первой жены Чэня (по отцу). От неё у Чэня были два сына и дочь. Умерла в Шанхае.
- Третья жена — Пань Ланьчжэнь (1908—1949), родом из провинции Цзянсу. Умерла из-за продолжительной болезни в Шанхае. Детей не было.

Дети:
- Старший сын — Чэнь Яньнянь (1898—1927), был членом ЦК КПК, кандидатом в Политбюро ЦК КПК, занимал должность секретаря парткома провинций Гуандун, Чжэцзян, Цзянсу.
- Старшая дочь — Чэнь Юйин (1900—1928), скончалась в возрасте 28 лет в Шанхае от болезни.
- Второй сын — Чэнь Цяонянь (1902—1928), был также членом ЦК КПК, возглавлял организационный отдел Северокитайского комитета КПК, занимал должность секретаря парткома провинции Цзянсу. Погиб 6 июня 1928 года от рук националистов в Шанхае.
- Третий сын — Чэнь Гуанмэй (1907—1999), по некоторым свидетельствам родился в Сычуане, матерью является вторая жена Чэня Гао Цзюньмань. Воспитывался в приёмной семье. Долгое время не признавался сыном Чэня Дусю.
- Четвёртый сын — Чэнь Суннянь (1910—1990), руководил Аньцинским городским отделением Народного политического консультативного совета Китая.
- Младшая дочь — Чэнь Цзымэй (1912—2004), была акушером-гинекологом. Во время Культурной революции эмигрировала в США, жила в Канаде, где всю жизнь проработала врачом.
- Младший сын — Чэнь Хэнянь (Чэнь Чжэминь) (1913—2000), после 1949 года проживал в Гонконге. Работал редактором ежемесячника «Кэсюэ мосин» (рус. Научная модель).